# Dekanat Rzeszów Południe
Dekanat Rzeszów Południe – dekanat diecezji rzeszowskiej składający się z 9 parafii:

## Historia
Dekanat został utworzony 21 września 2004 roku dekretem bpa Kazimierza Górnego. W skład dekanatu weszły parafie z terytorium zniesionych dekanatów: Rzeszów II i Rzeszów IV. Pierwszym dziekanem został ks. Stanisław Tomkowicz.

## Parafie
- Rzeszów – bł. Karoliny Kózki
- Rzeszów – bł. Jerzego Popiełuszki
- Rzeszów – Matki Bożej Królowej Polski (wojskowo-cywilna)
- Rzeszów (Przybyszówka „Pustki”) – Matki Bożej Pocieszenia
- Rzeszów – Matki Bożej Saletyńskiej (Saletyni)
- Rzeszów (Staroniwa) – Narodzenia Najświętszej Maryi Panny
  - Rzeszów (Staroniwa Górna) – kościół filialny pw. Matki Bożej Fatimskiej
- Rzeszów – św. Jacka (Dominikanie)
- Rzeszów – św. Judy Tadeusza
- Rzeszów – Świętej Rodziny (Misjonarze Świętej Rodziny)